# Prix Lambert
Le prix Lambert, de la fondation Georges Lambert, est un prix de littérature et de philosophie de l'Institut de France, « créé en 1853, distribué à parts égales par l’Académie française et l'Académie des beaux-arts, attribué à des hommes de lettres, ou à leurs veuves, auxquels il serait juste de donner une marque d'intérêt public ».

## Lauréats
- 1854 : Mme veuve Émile Souvestre pour Un Philosophe sous les toits[2].
- 1855 : Mme veuve Delrieu[3].
- 1857 : Louise Colet[4].
- 1859 : Marceline Desbordes-Valmore[5]. (à titre posthume).
- 1860[6] : 
  - Élisa Fleury.
  - Thalès Bernard.
- 1861 : Frédéric Godefroy pour Histoire de la littérature française depuis le XVIe siècle jusqu’à nos jours[7].
- 1862 : Philoxène Boyer[8].
- 1863 : Léopold Laluyé (1826-1899)[9].
- 1864 : Mme veuve Auguste Cartelier pour La traduction du Discours d'Isocrate sur lui-même, intitulé sur l'Antidosis revu et publié avec le texte, une introduction et des notes, par Ernest Havet[10].
- 1865 : Édouard Plouvier[11].
- 1866 : Mme veuve Eugène Géruzez[12].
- 1867[13] : 
  - Édouard d'Anglemont
  - François Barrillot
- 1868 : Augustine-Malvina Blanchecotte pour Impressions d'une femme. Pensées, sentiments et portraits[14].
- 1869 : François Coppée pour Le Passant[15].
- 1871 : Mme veuve de Belloy pour les traductions en vers de Plaute et de Térence[16].
- 1872 : Gustave Nadaud[16]
- 1873 : Charles Nisard pour Étude sur le langage populaire ou patois de Paris et de sa banlieue et autres ouvrages[17].
- 1874[18] : 
  - Édouard Plouvier
  - Albert Mérat
- 1875 : Éman Martin[19].
- 1876 : Judith Gautier (Madame Catulle Mendès)[20].
- 1878 : Xavier Aubryet[21].
- 1879 : Pierre-Marie Quitard (1792-1882) pour La Morale en action[22].
- 1880 : Mme veuve Anatole Feugère[23].
- 1881 : Gustave Toudouze pour Madame Lambelle[24].
- 1882 : Émile Pouvillon pour Césette, histoire d'une paysanne[25].
- 1883[26] :
  - Jules Levallois.
  - Paul de Pontsevrez (1856?-1910) pour La vie mauvaise.
- 1884 : Médéric Charot pour Croquis et Rêveries[27].
- 1885[28] : 
  - Émilie Carpentier (1837-1898) pour Enfants d'Alsace et de Lorraine.
  - Marthe Bertin (1855-19..) pour Madame Grammaire et ses enfants.
- 1886[29] :
  - Ernest d'Hervilly.
  - Alphonse de Launay.
  - Gabrielle d’Arvor (Élisabeth Isnard de Belley).
- 1887[30] : 
  - P-L. Laforêt
  - Mme veuve Victor Leclerc
- 1888[31] : 
  - Jules Ferrand.
  - Léon Ricquier.
- 1890[32] : 
  - Mme Dardenne de La Grangerie.
  - Marie O'Kennedy.
- 1891[33] : 
  - Mme de Monzie.
  - M. Mazon.
- 1892[34] :
  - Mme la comtesse de Houdetot pour Lis et chardon.
  - Oscar Comettant pour Au pays des kangourous.
  - Marie Robert Halt (1849-1908) pour Le Jeune Théodore.
- 1893[35] :
  - Robert Vallier (1859-1908) pour Guillemette.
  - Pierre Maël pour Sauveteur.
  - Théodore Véron (1820-1898) pour l’ensemble de ses travaux littéraires.
- 1894[36] : 
  - Albert Cim pour Mes amis et moi.
  - Georges Beaume pour Aux Jardins.
  - Louise d'Alq pour Anthologie féminine.
- 1895[37] : 
  - Jacques de La Faye (1855?-1940?) pour Le général de Laveaucoupet.
  - Charles Buet pour L'Aînée.
  - Marie de Grandmaison (1856-19..) (Mme Melchior) pour Le Petit montagnard
- 1896[38] : 
  - M. Matabon.
  - Jacques Fréhel.
  - Mme De Nittis.
- 1897[39] : 
  - René de Pont-Jest pour Le Fleuve des perles.
  - François Casale (Mlle Élisabeth Schaller) pour Au pays du rêve.
- 1898[40] :
  - Constant Améro pour Les Derniers Australiens.
  - Nelly Lieutier (1829-1900) pour L'Oncle Constantin.
  - Marie Koenig pour Aimons les champs.
- 1899[41] : 
  - M. Signoret.
  - Mademoiselle Blaze de Bury (184.?-1902).
  - Paul Harel.
- 1900 : Arthur Roë[42].
- 1901 : M. Parodi[43].
- 1902[44] : 
  - Mme veuve Ménard.
  - Mme veuve Cahun.
- 1903 : Baron de Mandat-Grancey[45].
- 1904 : Jacques Normand[46].
- 1905 : Mme veuve Veyrin[47].
- 1906 : Mme veuve Amédée Pigeon[48].
- 1907 : M. de Nion[49].
- 1908 : Paul Gaulot (1852-1937)[50].
- 1909 : Adolphe Aderer[51].
- 1910 : Hugues Leroux[52].
- 1911 : M. de Larmandie[53].
- 1912 : Paul Harel[54].
- 1913 : René Pinon[55].
- 1914 : Victor Du Bled (1848-1927)[56].
- 1915 : Joseph Déchelette[57].
- 1916 : Raymond Aynard (1866-1916)[58].
- 1917 : Gaston Jollivet[59].
- 1918 : M. et Mme Régamey[60].
- 1919 : Félicien Pascal[61].
- 1920 : Victor Du Bled (1848-1927)[62].
- 1921 : Jean Renouard[63].
- 1922 : Albert Cim[64].
- 1923 : Damiel Riche[65].
- 1924 : Victor Du Bled (1848-1927)[66].
- 1925 : Jules Hoche[67].
- 1926 : Mme veuve Joseph Combet[68].
- 1927 : Paul Cazin[69].
- 1928 : Mme Jules de Marthold[70].
- 1929 : Mme Brepson[71].
- 1931 : Mme Aline Pasquet pour l’œuvre posthume de son mari[72].
- 1932 : Mme Brétinière[73].
- 1934 : Mme Lucien Nass[74].
- 1935 : Mme veuve Jean Bianquis[75].
- 1937 : Mme Edmond Joly[76].
- 1939 : Mme André Beaunier pour l'édition des Carnets de Joubert[77].
- 1962 : Mme Henri Moreau pour Le Pêcheur d’or[78].
- 1963 : Paul Minot pour Sous les vergnes[79].